# رود قزل‌سو
رود قزل‌سو (به لاتین: Qizilsu) یک رود در تاجیکستان است.